# Nowosiłka (hromada Prybużany)
Nowosiłka (ukr. Новосілка) – wieś na Ukrainie, w obwodzie mikołajowskim, w rejonie wozniesieńskim, w hromadzie Prybużany. W 2001 liczyła 711 mieszkańców.